# П'ятнадцять-нуль
«П’ятнадцять-нуль» (англ. Fifteen-Love) — британський шестисерійний телевізійний драматичний серіал, створений Ханією Елкінгтон та World Productions, за участю Елли Лілі Гайленд та Ейдана Тернера. Прем’єра відбулася на Amazon Prime Video 21 липня 2023 року.

## Сюжет
Колишня тенісна вундеркінд висунула різке звинувачення проти свого колишнього тренера, з яким вона дійшла до півфіналу Відкритого чемпіонату Франції. Через п'ять років після важкої травми вона звернулася за терапією до нового психолога, поки він все ще тренує нову перспективну тенісистку.

## У ролях

### Головні ролі
| Актор                | Роль                 |
| -------------------- | -------------------- |
| Елла Лілі Хайланд    | Джастін Пірс         |
| Ейдан Тернер         | Гленн Лапторн        |
| Гармоні Роуз-Бремнер | Рене Окойє           |
| Том Маріно           | Стів О'Каллаген      |
| Лоренцо Рикельмі     | Джанлука Барзагі     |
| Манон Азем           | Халіда Лепторн       |
| Джесс Дарроу         | Міккі Істон          |
| Анна Чанселлор       | Енді Вудворд         |
| Елізабет Беррінгтон  | Керол Пірс           |
| Стеффан Родрі        | Крісті Пірс          |
| Амар Чадха-Патель    | Рушікеш «Расті» Радж |
| Марія Алмейда        | Луїза Моліна         |
| Девід Тротон         | Чарльз Лапторн       |

## Список серій
| Номер серії | Назва                  | Режисер         | Сценарист       | Дата виходу        |
| --- | ---------------------- | --------------- | --------------- | ------------------ |
| 1 | «Епізод 1» «Episode 1» | Єва Райлі       | Ханія Елкінгтон | 21 липня 2023 року |
| Зірка тенісу-підлітка Джастін Пірс серйозно травмувала зап'ястя у своєму першому півфіналі турніру Великого шолома, що поклало край її кар'єрі. Через 5 років вона випадково зустріла свого колишнього тренера, Гленна Лапторна, чий новий протеже щойно виграв Відкритий чемпіонат Франції. |                        |                 |                 |                    |
| 2 | «Епізод 2» «Episode 2» | Єва Райлі       | Ханія Елкінгтон | 21 липня 2023 року |
| Вибухове звинувачення Джастін спричиняє розрив у її найближчих стосунках, і вона мусить боротися за контроль над правдою про своє та Гленнове минуле, заручившись допомогою нової коханої людини, Міккі.                                                                                     |                        |                 |                 |                    |
| 3 | «Епізод 3» «Episode 3» | Єва Райлі       | Ханія Елкінгтон | 21 липня 2023 року |
| У міру того, як Джастін переживає трибунал, вона починає закохуватися в американського гравця з обміну, який нагадує їй її підліткову версію. Тим часом Міккі зближується з Гленном, який вважає, що новий PR-менеджер може бути саме тим, що йому потрібно.                                 |                        |                 |                 |                    |
| 4 | «Епізод 4» «Episode 4» | Тобі Макдональд | Ханія Елкінгтон | 21 липня 2023 року |
| Дії Джастін з Луїзою ще більше шкодять її репутації, оскільки Лонгвуд готується до найбільшої події Великого шолома. Джастін прагне відновити свою дружбу з Рене та допомогти своїй подрузі досягти нових висот на турнірі.                                                                  |                        |                 |                 |                    |
| 5 | «Епізод 5» «Episode 5» | Тобі Макдональд | Ханія Елкінгтон | 21 липня 2023 року |
| Стосунки Гленна з Лукою на межі напруженості, коли він переходить до четвертого раунду Чемпіонату. Тим часом Стів розуміє, що, можливо, зробив жахливу помилку з Луїзою, і намагається все виправити.                                                                                        |                        |                 |                 |                    |
| 6 | «Епізод 6» «Episode 6» | Тобі Макдональд | Ханія Елкінгтон | 21 липня 2023 року |
| Рене виходить на Центральний корт на чвертьфінал Чемпіонату, але чи зможе вижити її дружба з Джастін? Джастін має змиритися з тим, що Гленн зробив з нею, і зробити останню спробу притягнути його до відповідальності.                                                                      |                        |                 |                 |                    |

## Виробництво
У травні 2022 року стало відомо, що Amazon Prime схвалив створення шестисерійного серіалу «П’ятнадцять-нуль» компанії World Productions. Ханія Елкінгтон виступить сценаристкою та виконавчою продюсеркою, режисером перших трьох епізодів стане Єва Райлі, а останніх трьох — Тобі Макдональд. Продюсером серіалу є Наташа Романюк.
Елкінгтон сказала про тему проєкту: «Написання цієї драми… було одкровенням. Я сподіваюся, що «П’ятнадцять-нуль» матиме такий самий вплив на свою аудиторію та зможе стати ще однією цінною частиною цієї актуальної нової історії».
У серпні 2022 року було оголошено, що головні ролі в серіалі зіграють Ейдан Тернер та Елла Лілі Гайленд. До акторського складу також приєдналися Анна Чанселор, Джессіка Дарроу, Том Варей, Лоренцо Рикельмі, Манон Азем, Елізабет Беррінгтон, Амар Чадха-Патель, Стефан Родрі, а також Марія Маргарида Алмейда та Гармоні Роуз-Бремнер.
Елла Лілі Хайленд тренувалася для зйомок у тенісі, а на знімальному майданчику їй допомагала тренер з тенісу та колишня професійна тенісистка Наомі Кавадей.
Зйомки проходили в Сент-Олбансі, Гартфордшир. Академія Лонгвуд знімалася у Школі виконавських мистецтв Трінг-Парк у Гартфордширі. Сцени турнірів Великого шолома знімалися в Единбурзі та Істборні.

## Випуск
Серіал вийшов на Amazon Prime Video 21 липня 2023 року.

## Сприйняття
За перший сезон, веб-сайт агрегатора відгуків Rotten Tomatoes повідомив про рейтинг схвалення 60%, заснований на 10 відгуках критиків. Metacritic, який використовує середньозважену оцінку, присвоїв серіалу 72 бали зі 100 на основі 6 відгуків критиків.